# Comuna Tîrnova, Dondușeni
Comuna Tîrnova este o comună din raionul Dondușeni, Republica Moldova. Este formată din satele Tîrnova (sat-reședință), Briceva și Elenovca. Comuna Tîrnova este amplasată la extremitatea sudică a raionului, pe malul stâng al râului Răut. Comuna are o suprafață totală de 4852,59 ha și se întinde de la nord la sud pe distanță de 12 km și de la vest la est - 8,5 km. La nord se învecinează cu comuna Dondușeni (a nu se confunda cu orașul omonim), la nord-est cu comuna Țaul, la sud-est cu comunele Mîndîc și Fîntînița din raionul Drochia, la sud cu comuna Baraboi și la est cu comunele Frasin și Scăieni.
Comuna Tîrnova este traversată de calea ferată Bălți - Ocnița și drumul republican R12 Bălți- Drochia-Dondușeni, realizând legătura comunei cu centrele raionale și regionale asigurând transportul de pasageri și mărfuri.

## Geografie

### Structura geologică
Din punct de vedere geologic, teritoriul comunei Tîrnova, ca și cea mai mare a teritoriul Moldovei, este amplasat pe Placa Moldovenească care reprezintă partea de sud-vest a Platformei Est-Europene consolidată acum 3,5-1,200 mlrd ani în urmă datorită manifestărilor tectono-magmatice Belomorian-Kareliene. Placa este alcătuită dintr-un fundament cristalin de vârsta precambriană acoperit cu o cuvertură de roci sedimentare formată de-a lungul perioadelor geologice. În perimetrul comunei fundamentul cristalin se află la adâncimea de 300-350 m și este format de roci magmatice și metamorfice de vârsta arhaică și proterozoică: gnaisuri, magatie, gravelite, gabbro-norite, diabaze, argilite. În procesul evoluției geologice îndelungate, aceste roci au suferit în repetate rânduri faze de cutare, ultrametamorfizare și granitizare. Formarea cuverturi sedimentare a avut loc în câteva etape, căror le corespund anumite complexe stratigrafice. Straturile de sedimente sunt așezate, orizontal cu o anumită înclinare în direcția sud-vestică. Depozitele proterozoice (perioada ediacarană) s-au format pe suprafața alterată a fundamentului cristalin și constituie cel mai gros strat de roci sedimentare - circa 250-270 m. Aceste depozite sunt reprezentate de gresii, aleurite, argile cu straturi de tufite, gnais, având vârsta de 1150-570 mii ani.
În perimetrul comunei, era Paleozoică este reprezentată de roci de vârsta cambriană, ordoviciană și siluriană. Sedimentele cambriene (vârsta - 570 mii ani) au o grosime de 90 m și sunt alcătuite din gresii, aleurite și argilite de culoare cenușiu-închis și cenușiu verzuie. Formațiunile terigiene de vârsta ordoviciană, 570 mil ani, au o grosime de până la 15 m și sunt constituite din gresii cuarțite, mai rar roci carbonatice. Complexul silurian se dispune discordant pe suprafața rocilor ordoviciene la adâncimea 170-200 m. În această perioadă s-au format dolomite, marne cu argilite, argile bentonice, anhidrite de vârsta de 435 mil ani. Grosimea rocilor siluriene constituie circa 150 m.
Din era Mezozoică sunt prezente doar depozitele cretacice, secțiunea cenomaniană, cu vârsta de 65 mil ani. Depozitele cenomaniene cu grosimea de 120-130 m sunt alcătuite de marne, aleurite, nisipuri gluconitice, calcare argiloase și silicioase, cretă, zeolite, roci tripoliene și silicice. 
De remarcat că sedimentele devoniene și jurasice lipsesc în regiunea Tîrnovei.
Cainozoicul este reprezentat de sistemul neogen (22 mii ani), care cuprinde secțiile miocenă și pliocenă. În straturile geologice din regiunea Tîrnovei sunt doar roci miocene din etajele badenian și sarmațian. Etajul badenian este unul din cele mai subțire straturi geologice: calcare, marne, argile, nisipuri și gresii cu grosimea de 8-10 m. Depunerile sarmațiene, de vârsta de 8,5 mii ani, sunt divizate în 3 subetaje: inferior, mediu și superior. Toate sedimentele sarmațiene sunt de origine maritimă. În sarmațianul mediu s-au acumulat calcare oolitice și detritice, și argile stratificate de 40-50 m grosime, care apar la suprafață în valea Răutului și a pâraielor din localitate. Ultimul strat de roci sedimentare este reprezentat de argile și nisipuri depuse în sarmațianul superior, pe care, ulterior, s-au format solurile actuale.

### Paleogeografie
Alternarea rocilor sedimentare de diferită vârstă ne oferă informații despre istoria geologică a regiunii. În perioada formării și consolidării platformei moldovenești, teritoriul se afla în etapa de geosinclinal, fiind acoperit de ape. Ulterior, teritoriul actual al comunei s-a dezvoltat în condiții continentale datorită cutărilor care au generat formarea unei regiuni muntoase. Apoi, rocile cutate au fost supuse denudației și distrugerii.
La începutul paleozoicului, perioada cambriană, relieful muntos este substituit cu o câmpie aridă fără vreo urmă de activitate biologică. În ordovician are loc transgresiunea marină, însă la sfârșitul perioadei mișcările tectonice ridic suprafața pământului deasupra nivelului mării. În această perioada clima este tropicală, apele sunt populate de numeroase plante și animale: cianobacterii, alge verzi, diatomee, alge brune, coralieri, spongieri, cefalopode, trilobiți etc. Silurianul este marcat prin scufundarea teritoriului și transgresiune marină. În perioadele devoniană și carboniferă, mișcările ascendente determină condițiile continentale, fapt susținut de lipsa depunerilor în profilul geologic local din aceste perioade. Datorită climei umede și calde, continentele erau acoperite cu o vegetație abundentă alcătuit din plante ierboase înalte, diverse specii de ferigi, ecvizetofite, conifere, apar primele animale terestre: arahnide și insecte. Începând cu permian teritoriul este ocupat de deșerturi și semideșert. Tot în acea perioadă are loc formarea supercontinentului Pangeea.
În mezozoic are loc debutul ciclului tectono-magamtic alpin care va lua amploare în cainozoic. În perioadele triasic, mai ales în jurasic și cretacică uscatul era populat de reptile gigantice, denumite în literatura de specialitate dinozauri. În triasic începe dezmembrarea Pangeiei în 2 continente: Gondwana și Laurasia - ultimul fiind locul de dislocare a comunei Tîrnova. În cretacicul superior are loc o nouă transgresiune marină, Laurasia continuă să se fărâmițeze, dând naștere continentelor actuale din emisfera nordică. La sfârșitul cretacicului (etajul campanian) are loc ridicarea teritoriului deasupra nivelului mării, sedimentele fiind supuse unor procese îndelungate de alterare și dezagregare sub acțiunea precipitațiilor, vânturilor și soarelui.
La începutul cainozoicului se intensifică ciclul magmatic-alpin al Carpaților Orientali care cauzează coborârea lentă a teritoriului și formarea depresiunii tectonice Precarpatice. Pe tot parcursul perioadei paleogene relieful,în perimetrul teritoriului actual al comunei, reprezintă o câmpie slab-fragmentată acoperit cu vegetație tropicală de tipul palmierelor. În neogen au avut loc mai multe transgresiuni marine. Prima s-a produs în miocenul mediul (depunându-se sedimente de vârstă badeniană), marea a înaintat din parte de vest. Apoi mare s-a retras, lăsând în urmă roci de ghips și calcare, dar revenise la sfârșitul miocenului mediu. În miocenul superior are loc ultima transgresiunea marină din nordul Basarabiei. Cu 13 mii ani în urmă teritoriul dintre Nistru și Prut, cât și regiunile învecinate, era ocupată de Marea Sarmațiană. Apele acestei mări erau salmastre datorită legăturii slabe cu Oceanul Planetar. Spre sfârșitul sarmațianului mediu bazinul mării se desalinizează, devine închis și se retrage spre sud. În sedimentele acumulate din acel timp au fost descoperite fosile de corali, briozoare, foraminifere, arici de mare, cochilii de moluște bivalve și gasteropode, schelete ale unor pești etc. Ridicarea orogenului carpatic, condiționat de mișcările tectonice epirogenetice oscilatorii, duce la retragere mării și instalarea regimului continental.
În pliocen suprafața terestră reprezenta o câmpie ridicată în care se dezvoltau procesele de denudație și eroziunea versanților. Rocile nisipo-argiloase și calcaroase care ieșeau la suprafață erau supuse proceselor de modificare chimică și formau o scoarță de alterare roșie. Fosilele de animale demonstrează că în pliocen clima era tropicală. La sfârșitul pliocenului, mișcările tectonice intense au condiționat restructurarea reliefului, relativ bruscă, care a provocat formarea cumpenei inferioare de separație a apelor râurilor Prut și Nistru.
În perioada cuaternară se remarcă intensificarea mișcărilor tectonice de ridicarea, adâncirea văii Răutului și depunerea sedimentelor aluviale (argilă, nisip, mâl). Se accelerează procesele de eroziune formându-se văile râpelor și a rețelei hidrografice actuale. Deja, în pleistocen câmpia a început să se transforme într-un platou cu altitudini de peste 150 de m. În perioada holocenă s-a constituit definitiv relieful actual - cu cumpenele apelor peste 200 de m, lunca Răutului și afluenților săi.
Conform hărții regionării seismice a Republicii Moldova, comuna Tîrnova se află în zona cu intensitatea maximă posibilă a cutremurelor de 7 grade. Activitatea seismică a teritoriul este determinată în primul rând de focarele de origine tectonică generate de activitatea orogenică din zona Carpaților de Curbură. Focarele se află la adâncimea de 50-60 km față de suprafață, la distanța de 280-300 de Tîrnova. Granița de sud a comunei este intersectată de falia tectonică Ștefănești-Vâsoca, generată de mișcări tectonice disjunctive ale cuverturii sedimentare.
Rocile geologice care apar la suprafața teritoriului comunei sunt prezentate de straturi de sedimente neogene și cuaternare. Masivele de dealuri sunt alcătuite de straturi de argile, luturi și nisipuri de vârstă neogenă.

### Relief

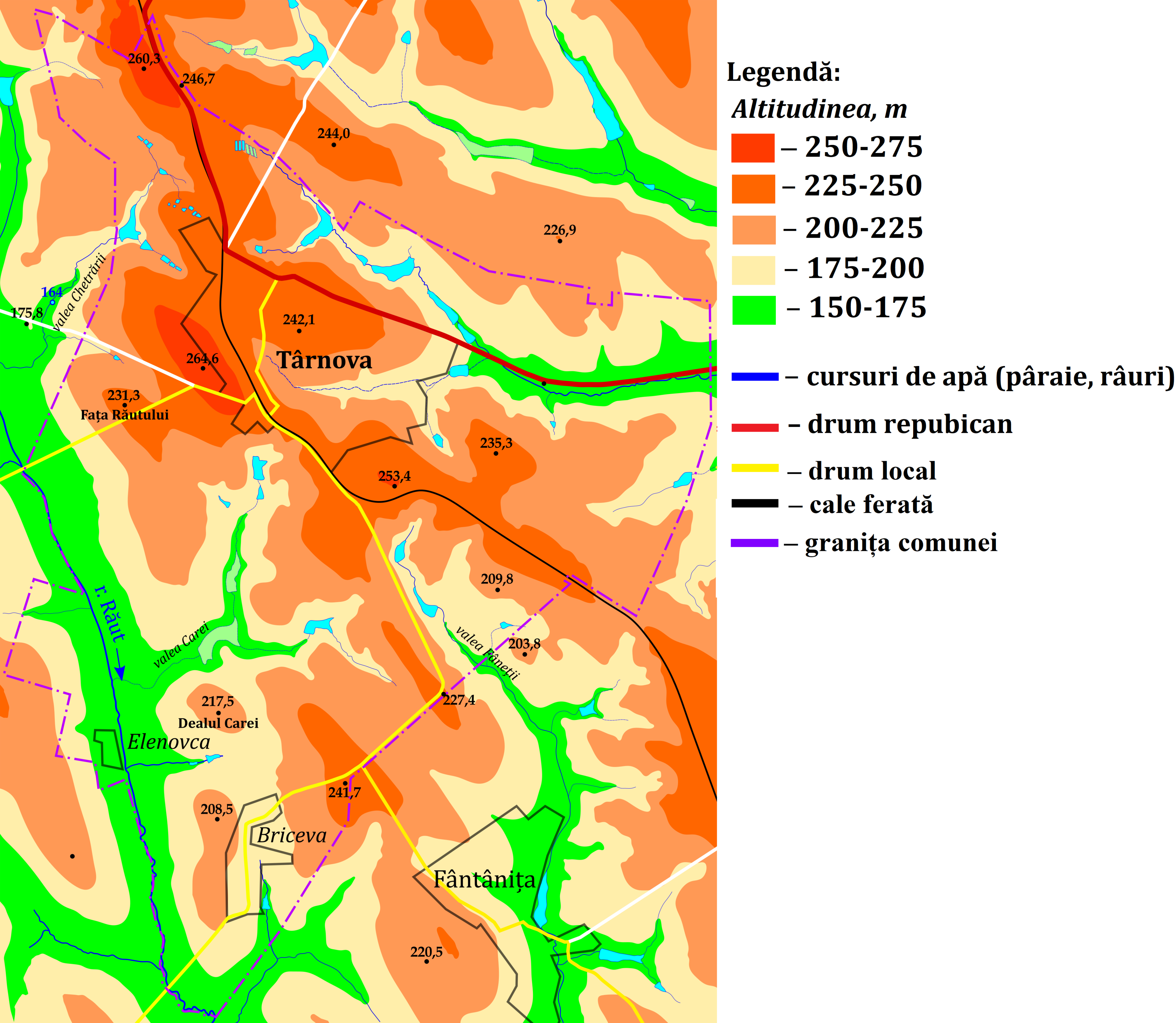
Relieful comunei Tîrnova, r. Dondușeni

Teritoriul comunei Tîrnova este situat pe Platoul Moldovei de Nord care are aspectul unei câmpii puțin înaltă, caracterizată prin forme netede de relief, constituit din depuneri argilo-nisipoase de vârsta sarmațiană medie. Altitudinile dominante ale platoului sunt cuprinse între 240-250 m.
În acest context, relieful comunei reprezintă un podiș fragmentat de văi și râpi ale cursurilor de apă. Înălțimea maximă absolută de pe teritoriul comunei este dealul Tîrnova, la sud-vest de localitatea omonimă cu altitudinea de 264,6 m, al doilea deal după înălțime, de 260,3 m, se află la extremitatea nordică a comunei. În apropiere de satul Tîrnova se înalță vârful Fața Răutului - 231,1 m; d. Lebedi de 253,3 m și un deal anonim de 210,4 m. Cel mai înalt vârf din apropierea satului Elenovca este dealul Râpa Carei de 214,1 m, iar de lângă satul Briceva este un deal localizat la est de sat de 208,5 m. Cel mai jos punct în perimetrul comunei se află în lunca Răutului și reprezintă 140,0 m deasupra nivelului mării. Altitudinea medie a satului Tîrnova este de 227 m, a satului Briceva de 189 m și a Elenovcăi - 155 m. Dezmembrarea pe orizontală a reliefului constituie 1,81 km/km2. În preajma satelor Elenovca și Briceva dezmembrarea verticală este mai intensă, înregistrându-se 2,01 km/km2. Dezmembrarea medie pe verticală a reliefului constituie 124,6 m, cea mai mare dezmembrare s-a identificat în preajma satului Briceva fiind egală cu 101,6 m. În apropiere de Tîrnova dezmembrarea pe verticală este de - 94,6 m și în Elenovca - 74,1 m.
Relieful comunei prezintă o îmbinare a unui lanț de culme relativ plat intersectat văi, Fiind situată în interfluviul Răut - Cubolta culmile de dealuri au o direcția dinspre nord spre sud. De menționat, că Platoul Moldovei de Nord își are limita sudică pe direcția Rîșcani - Drochia, după care trece treptat în Câmpia colinară a Bălților.
Formarea relieful a fost determinată de evoluția teritoriului de la finele sarmațianului mediu, când are loc retragerea mării și teritoriul se dezvoltă în condiții continentale. Dezvoltarea reliefului nu încetează niciodată dar se petrece într-un ritm lent. Sunt două tipuri de procese care contribuie la modelarea reliefului: procese endogene și procese exogene. Procesele endogene s-au manifestat în perioadele geologice, mișcările tectonice de ridicare neogenice au contribuit la adâncirea albiei râurilor și formarea văilor. Aceste mișcări de ridicare continuă și astăzi cu viteza de 3-4 m/an. Odată cu înălțarea reliefului, se activează procesele exogene de modelare, în special eroziunea.
Prin procesul eroziunii hidrice s-au format văile: râpa Carei, Fâneții, Defeului, valea Răutului. Lungimea râpei Carei este de 3 km, adâncimea - 64 m, este orientată de la vest la est. Versanții de stânga sunt mai abrupți decât cei din dreapta și împăduriți. Valea Defeului este orientată dinspre nord-est spre sud-est, are o lungime de 2,8 km, adâncimea 52 m. În partea superioară versanții sunt, relativ, simetrici, înaintând cei de stânga devin mai abrupți. Valea Fâneții are 750 m în lungime și adâncimea de 24 m. În limitele comunei valea Răutului este de 7 km lungimea, 1 km lățime și este în forma literei V latin. Versanții sunt simetrici, puțin abrupți, au înălțimea de 50-70 m.
Pe teritoriul comunei sunt 4 focare de alunecări de teren. Ele sunt localizate pe pante cu roci nisipo-argiloase stratificate friabile a văilor Răutului, Tîrnovei, Carei și Defeului. Ca rezultat, versantul capătă o altă configurație geometrică. Apariția alunecărilor de teren este favorizată de capacitățile hidrogeologice a versanților, aratul pantelor înclinate, gradul înalt de înclinare a versantului, climatul cu frecvente înghețuri și dezghețuri iarna, și ploile torențiale de primăvară-vară sau cele de lungă durata de toamnă, pășunatul excesiv care duce la lipsirea terenului de covor vegetal protector. Un mijloc eficient de stopare a a alunecărilor constituie împădurirea suprafețelor afectate cu specii de salcâm care sunt rezistenți la vremea secetoasă și cresc relativ repede.

### Clima locală

#### Factorii climatici
Clima comunei este influențata de 3 tipuri de factori majori: radiația solară, circulația maselor de aer și suprafața subiacentă. 
Radiația solară este unul din principalii factori meteorologici care influențează circulația maselor de aer, fenomenele din hidrosferă și de pe suprafața litosferei. Pe teritoriul comunei radiația totală anuală constituie 110,2 kcal/cm2 sau 4 610,7 MJ/m2. Cea mai mare partea a radiației revine perioadei calde a anului (aprilie-octombrie), constituind 91,4 kcal/cm2 sau 3824,1 MJ/m2 (adică 83% din radiația anuală). În perioada rece (noiembrie-martie) se înregistrează doar 18,8 kcal/cm2 sau 786,5 MJ/m2 (în jur de 18% din radiația anuală). Suma lunară maximă a radiației solare se semnalează în luna iulie - 16,9 kcal/cm2 sau 707,0 MJ/m (cca. 15,4% din radiația anuală), iar cea minimă 2,0 kcal/cm2 sau 83,6 MJ/m2 (cca. 1,84% din radiația anuală). Clima este determinată și de bilanțul radiativ care atinge valori maxime în luna iulie - 8,8 kcal/cm2, iar cea minimă în decembrie-ianuarie – -0,2-0,02 kcal/cm2. Valoarea anuală a bilanțului radiativ constituie 47,1 kcal/cm2. În mediu, durata strălucirii soarelui este egală cu 1950 h/an (ore pe an). De asemenea, se observă diferențiere sezonieră a zilelor cu soare cât și durata lor. Suma orelor însorite variază între 70 h în luna decembrie și 320 h în iulie.
Circulația atmosferică este influențata de masele de aer de vest. În perioada caldă a anului, teritoriul comunei, ca și cea mai mare parte a Moldovei, se află sub influenta maximului Azorelor. Anticicloanele atlantice provoacă instaurarea unei presiuni atmosferice înalte, cer senin și temperaturi înalte. Precipitațiile de vară sunt determinate de masele de aer temperat-maritime aduse de cicloanele formate deasupra Oceanul Atlantic, Mării Mediteraneene, și mai puțin deasupra Mării Negre. Aerul temperat uscat format în sudul și sud-estul Câmpiei Europei de Est duce la apariția vremii aride și secetoase, a suhoveiurilor. În perioada rece, anticiclonul Siberian condiționează instalarea unui câmp cu presiuni înalte, cer senin și temperaturi joase. Deseori are loc invazia maselor de aer arctice care duc la scăderea bruscă a temperaturilor. Iarna se caracterizează prin instabilitatea vremii, alternării perioadelor geroase cu cele a moinelor, formarea poleiului, ceții, lapoviței cauzate de influența maselor de aer sudice, sud-vestice și nord-vestice. În anumite condiții, aerul mediteranean substituie aerul arctic și duce la apariția dezghețurilor de iarnă.
Influența suprafeței subiacente (relieful, gradul de împădurire, suprafață acvatică) nu se manifesta asa intens la nivel local, precum cel regional sau de țară. Totuși, chiar și în comuna Tîrnova se formează o microclimă locală. Circulația vanturilor repetă direcția văii Răutului, versanții cu expoziție sud-estică primesc mai multă căldură și lumină solară, iar pe versanții estici cad cu 25% mai puține precipitații decât pe cumpăna apelor.

#### Elemente meteorologice locale
Temperatura medie anuală a aerului constituie 7,8 °C, iar la suprafața solului 10,8 °C. Regimul termic se caracterizează prin mari oscilații sezoniere. Minimul absolut al temperaturii pentru regiunea Tîrnovei este egal cu -34 °C, maximul cu 37 °C (stația meteorologică Briceni). Amplitudinea oscilației temperaturilor este de 71°C. Temperatura medie a lunii ianuarie este de 4,1 °C, fiind cea mai rece lună a anului. Primăvara masele de aer mediteraneene cauzează creșterea temperaturii de la 1,0 °C în martie până la 8,7 °C în aprilie și 14-16 °C în luna mai. Uneori în aprilie pot avea loc înghețuri. Cea mai caldă lună a anului este iulie cu 19,9 °C. Din septembrie vremea începe să se răcească, intensificându-se la finele toamnei.
Presiunea atmosferică medie anuală este de 763 - 764 mm ai coloanei de mercur. Iarna se înregistrează cea mai joasă presiune 735 mm, iar vara maximă - 795 mm 
Regimul eolian se caracterizează prin predominarea contrară a vânturilor de nord-vest și sud-est. În cazul comunei Tîrnova direcția vântului urmează direcția văilor din bazinul hidrografic în care se află. Vânturile sud-estice se intensifică mai ales toamna. Viteza medie a vântului este egală cu 2,5-4,5 m/s. Pe suprafețele mai înalte viteza poate crește până la 3,5-4,5 m/s și în văi să se micșoreze până la 2,4-3,0 m/s. În unii ani se înregistrează vânturi puternice de 15-20 m/s sau chiar 30 m/s.
Cantitatea medie anuală de precipitații în comuna Tîrnova constituie 601,6 mm, numărul anual de zile cu precipitații - 188. Cea mai mare parte a precipitațiilor revine perioadei calde a anului, în special în sezonul primăvară-vară, când cad circa 58-63% din totalul precipitațiilor, ceea ce constituie 360,9 mm. Perioadei rece a anului (decembrie-martie) revine doar 20-25% din suma totală a precipitațiilor. Cea mai ploioasă lună este iunie, înregistrându-se maximul lunar de precipitații până 250 mm, când au loc și ploile torențiale. Totodată suma lunară a precipitațiilor scade în anii secetoși până la 12 mm. 
Toamnă, iarnă și primăvara precipitațiile cad sub formă solidă (zăpadă), lichidă (ploi) și mixtă (lapoviță). Pentru întregul an, sub formă de zăpadă cad numai 10% din cantitatea precipitațiilor totale și 30-60% din cantitatea precipitațiilor în perioada iernii (dec.-feb.). Stratul de zăpadă variază de la 15-25 cm, în locurile dosite, până la 5-10 cm în cele deschise, în unele ierni zăpada are o grosime de 50 cm. Frecvența iernilor cu zăpadă este de 77%, zăpada se menține pe suprafața solului aproximativ 80 de zile. Umiditatea relativă a aerului oscilează atât în cursul anului cât și pe parcursul zilei. Astfel, iarna se înregistrează cea mai mare valoare a umidității relative - 86-90%, vara cea mai mică - 60-65%.
Nebulozitatea (gradul de acoperire a cerului cu nori) este maximă iarna, când aceasta constituie 75-76%. Iarnă frecvența cerului senin constituie 15-25%, 50-55%. Cea mai însorită lună este iunie, 5-6 zile cu cer senin, cea mai înnourată - decembrie 2-3 zile cu cer senin și 14-17 zile fără soare.

#### Fenomene meteorologice de risc
Printre fenomenele meteorologice de risc sunt incluse furtunile, ceața, grindina, înghețurile, poleiul, chiciura, suhoveiurile care pot aduce daune economiei și populației.
În regiunea comunei Tîrnova anual se înregistrează 50-60 de zile cu furtună, cea mai mare parte se produc în luna iunie, circa 16% din totalul zilelor cu furtună. Iarna furtunile pot avea loc o dată la 10 ani. 
Ceața reprezintă acumularea particulelor de apă în suspensie deasupra solului care reduce vizibilitatea. La formarea ceții un rol important îl are relieful și factorii dinamici ascendenți. Medie zilelor pe an cu ceață în Tîrnova constituie 40-48. 
Vulnerabilitatea teritoriului față de grindină, particule de gheață formate în timpul ploilor, este mică de 0,8-1,3 zile/an, datorită regimului climatic continental cu aer relativ uscat și stabil.
Înghețurile pot afecta grav culturile agricole, mai ales dacă au loc în perioada de vegetație ale acestora. În zona comunei, ultimul îngheț de primăvară se înregistrează între 1-9 mai, iar primul îngheț de toamnă – între 19-30 septembrie, numărul mediu de zile cu îngheț pe perioada unui an este de 10-12. Temperatura minimă a înghețului de primăvară are valoarea de -4 … -3 °C și cel de toamnă este egal cu -6 … -7 °C. Poleiul este frecvent în perioada rece a anului. În unele cazuri s-a produs și în primele luni de primăvară, dar cu frecvență redusă.
Chiciura, de asemenea, este un fenomen caracteristic iernii. În văile râurilor și în locurile adăpostite frecvența chiciurii este de 5-7 zile/an, iar pe vârful culmilor de 10-16 zile/an. Datorită poziționării pe Platoul Moldovei, comuna este expusă viscolului 8-10 zile pe an. În unii ani viscolul lipsește complet.
Suhoveiurile sunt masele de aer uscate și calde cu un deficit înalt de umiditate. Pot aduce daune agriculturii în perioada de vară. Numărul mediu de zile cu suhovei constituie 12, fiind mai frecvente în iulie și august.

#### Particularități agroclimatice
Comuna Tîrnova este amplasată în regiunea agroclimatică de nord. Suma temperaturilor active (temperatura medie diurnă >10°) este egală cu 2899 °C, suma de precipitații - 420-460 mm, coeficientul hidrotermic (CHT, raportul sumelor precipitațiilor și suma temperaturilor pozitive, în decursul perioadei cu temperaturi >10°) - 1,2-1,0, ceea ce asigură umiditate optimă pentru dezvoltarea agriculturii. Ultimele înghețuri au loc la 15-24 aprilie, la sol - între 2-8 mai, iar primele înghețuri se produc la mijlocul lunii octombrie, la sol la sfârșitul lunii septembrie. Solul îngheață până la adâncimea de la 20 până la 60 m, cea medie fiind de 44 cm. Perioada fără îngheț durează 178-188 zile, perioada de vegetație: 175-182 zile. Condițiile agroclimatice favorizează cultivarea sfeclei de zahăr, florii-soarelui, cerealelor, culturilor legumicole, plantelor furajere, dezvoltarea pomiculturii. La începutul lunii mai încep să răsară culturile de câmp, înfloresc copacii și plantele, pajiștile se acoperă cu un covor verde de ierburi. La debutul toamnei condițiile favorizează desfășurarea lucrărilor de strângere a recoltei agricole. La mijlocul lunii noiembrie se finisează perioada de vegetație a culturilor de toamnă.

### Solul și fondului funciar

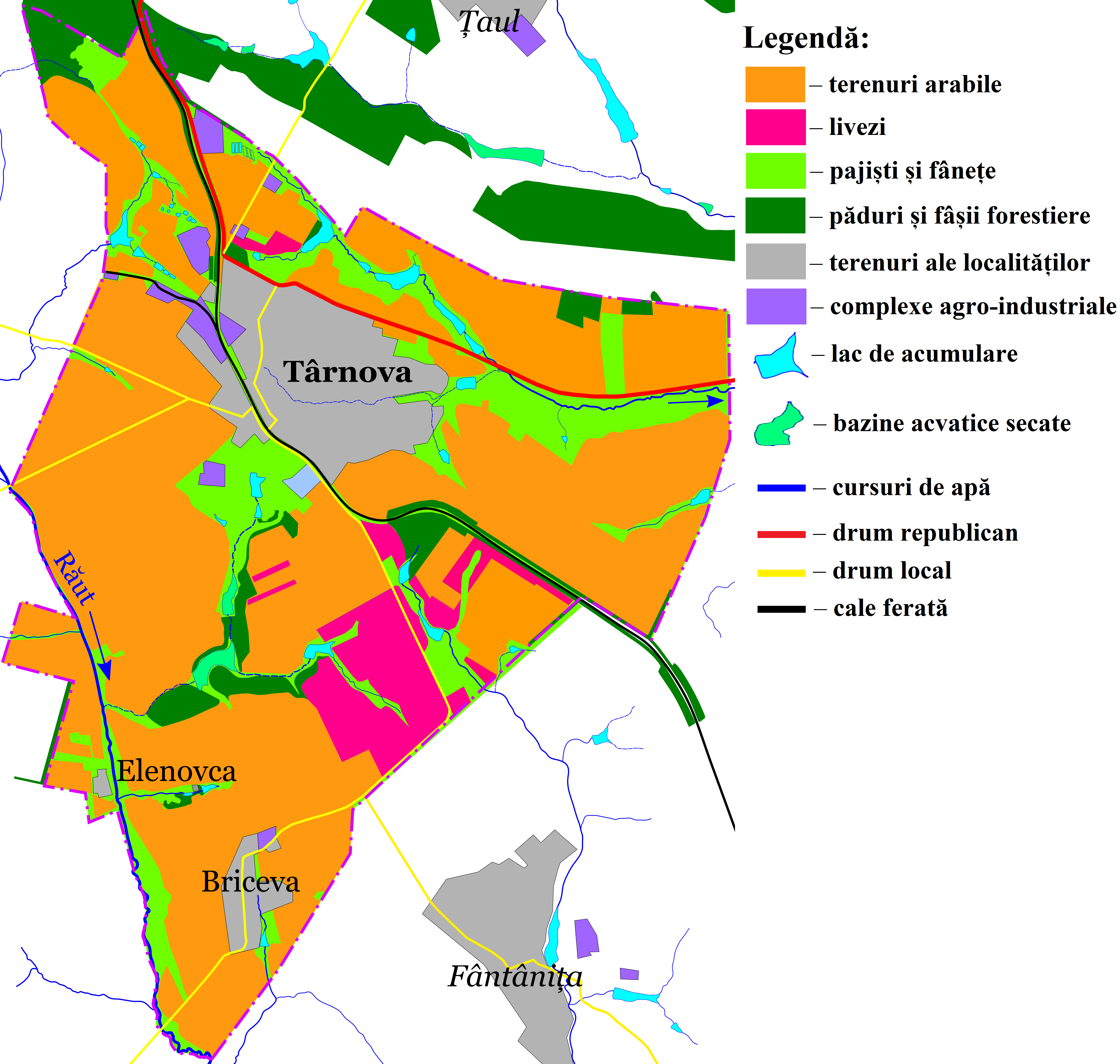
Structura fondului funciar

Pe teritoriul comunei se întâlnesc 4 tipuri de sol: cenușii, cernoziom, cernoziomoide și aluviale. Foarte bine este exprimată etajarea verticală a solurilor. Astfel, solurile cenușii sunt răspândite la altitudini de peste 220 m, cernoziomurile - 150-220 m, iar solurile cernoziomoide și aluviale se întâlnesc în lunci și în văi. Notat de bonitate a solului, adică calitatea solurilor, fertilității lor potențiale în raport cu condiții naturale și cerințele diferitor culturi, a terenurilor agricole este de 75 de puncte (din 100 de puncte posibile) - un indiciu destul de bun, însă acesta diferă în funcție de tipul solului și plantele cultivate. În anul 1990 ponderea humusului în sol pentru raionul Dondușeni constituia 4,1.
Solurile cenușii sunt reprezentate prin subtipul cenușii molice, formate pe roci argilo-lutoase și luto-argiloase, sub vegetație forestiere, de tipul stejărașilor cu vegetație ierboasă bogată. Este răspândit pe o fâșie de-a lungul culmii de dealuri. Profilul solului cenușiu molie este humificat în stratul superior (adâncimea 0-10 cm), textura - lutoasă, unde ponderea humusului este de circa 2,6%, iar la adâncimea de 50-60 cm humusul se reduce până la sub 1%. Structura solului este nuciformă, gradul de saturație cu baze este de circa 90%, reacția solului aproape acidă. Specificul solurilor cenușii molice constă în culoarea cenușie a arături, care le aseamănă cu cernoziomurile argiloiluviale cu care contactează.
Cernoziomul constituie cel mai fertil sol din Europa, în perimetrul Tîrnovei este și cel mai răspândit tip de sol ocupând circa 60% din suprafața comunei. Cernoziomul s-a format sub un covor bogat de plante ierboase cu sistem radicular puternic ramificat, pe roci luto-argiloase, posedă cantități considerabile de materie organică. Culoarea lui neagră se datorează humatutul de calciu, format la contactarea humusului cu particule de argile în prezența calciului. Cernoziomurile se caracterizează și prin structura sa grăunțoasă care contribuie la formarea permeabilității și a afânării. Grosimea medie solurilor cernoziomice este de 80-100 cm. Productivitatea înaltă a acestui tip de sol este determinată de descompunerea lentă humusului datorită interacțiunii cu particule argilice. Este reprezentat de 3 subtipuri: argiloiluvial, levigat, și tipic (în clasificările noi subtipul cernoziomului obișnuit este inclus în cel tipic).
Cernoziomul argiloiluvial se întâlnește la altitudine de 200-220 m, are o răspândire fragmentară. Reacția solului este slab acidă. Profilul este humificat până la 80-100 cm și lipsit de carbonați. Cernoziomul levigat este cel mai răspândit subtip, se caracterizează prin lipsa completă a carbonaților. Profilul este structurat și humificat, gradul de saturație cu baze - 90%, reacția solului - slab acidă sau neutră. 
Cernoziomurile tipice moderat humifere se întâlnesc pe versanții Răutului lângă satele Elenovca, Briceva și pe o fâșie de teren dintre Tîrnova și pârâul de la periferia estică a satului. Acest subtip se caracterizează prin ponderea relativ cea mai mare a humusului - circa 4%, structură hidrostabilă și grăunțoasă. Fiind valorificate cernoziomurile posedă un potențial înalt de productivitate.
Solurile cernoziomoide (cernoziomurile de fâneață) se formează pe roci argilo-lutoase, sub înveliș ierbos, unde periodic persistă surplus de umezeală. Orizontul A a profilului este bine humificat și structurat, iar orizontul B are caracter hidric. În Tîrnova sunt răspândite ambele subtipuri de soluri cernoziomoide: levigat și tipic. Subtipul levigat se distinge printr-un regim hidric mai stabil. Solul cernoziomoid levigat ocupă o fâșie pe versantul stâng al Răutului. Solul cernoziomoid tipic se întâlnește în partea superioară a văilor Carei, Crucii ș.a. Structura solului este grăunțoasă spre nuciformă, reacția - slab bazică. Terenurile cu acest tip de sol sunt valorificate ca pășuni.
Solul aluvial molie s-a format în lunca râului Răut și în partea inferioară a văilor. Structura solurilor aluviale este bine pronunțată, grăunțoasă sau nuciformă. Solul este carbonatic, reacția neutră, conținut de săruri solubile 0,1-0,3%. Terenurile cu aceste tip de sol nu sunt antrenate în activitățile agricole, fiind utilizate ca pășuni.
Solurile sunt afectate de procese de degradare: compactarea excesivă, dehumificarea, eroziunea eoliană și pluvială, destructurizare. Eroziune se manifestă mai intens pe terenurile agricole din cauza că o perioadă de timp solul este lipsit de vegetație sau lucrările agricole nu sunt efectuate corespunzător. 
Combaterea consecințelor fenomenului de eroziunii este mult mai complicată și costisitoare decât preîntâmpinarea acestuia. Pentru prevenirea proceselor erozionale pe pantă este necesară combaterea sistematică activă a acestora începând de la cumpăna apelor unde începe scurgerea precipitațiilor și până la poalele versantului.
Alunecările de teren reprezintă un alt fenomen negativ care influențează fondul funciar al comunei. În Tîrnova alunecările sunt răspândite pe versanții văilor.
Ponderea terenurilor în com. Tîrnova
     Terenuri arabile (65,7%)
     Livezi (5,8%)
     Terenuri industriale și fondul drumurilor (3,3%)
     Păduri și fâșii sivice (3%)
     Suprafețe acvatice (2,3%)
     Localități (2,2%)
     Pășuni, vii, fondul de rezervă (17,7%)
Suprafața totală a comunei constituie 4852,59 ha, inclusiv: 3186,71 ha - terenuri arabile; 1049,79 ha - fondul de rezervă; 279,29 ha - livezi; 157,47 ha - terenuri destinate întreprinderilor industriale și transporturilor; 147,96 ha - fondul silvic; 113,47 ha - fondul apelor; 107,0 ha - terenuri ale localităților; doar 11 ha sunt ocupate de vii și 97,56 ha - alte terenuri. Cea mai mare partea a terenurilor arabile aparțin a patru întreprinderi agricole care dețin peste 56 % din suprafața totală a acestora. Restul terenurilor sunt în posesia a 7 agenți economici specializați în agricultură și a 38 de gospodării țărănești, doar 66,53 ha de pământ arabil aparțin autorităților publice locale. Grădinile însumează 301,92 ha de teren arabil divizat între 1508 de deținători.
Fondul de rezervă dispune de imense terenuri (peste 21% din suprafața comunei), cu valorificare economică minimă. Peste 610 ha a fondului de rezervă reprezintă pășunile și fânețele, 128 ha sunt terenuri erodate - 102,63 ha (alunecări de pământ - 24,64 ha și râpi - 1,46 ha). În general, ponderea terenurilor erodate în raport cu suprafața comunei constituie 2,6%, un indiciu destul de bun. De asemenea, în fondul de rezervă sunt incluse drumurile (33,73 ha), fâșiile forestiere (29,03 ha), fondul de dezvoltare socială (133,41 ha) și nucarii (5,93 ha). Fondul apelor este format de cele peste 15 iazuri medii și mici care însumează numai 64,16 ha, lunca râului Răut ocupă 6,67 ha, mlaștinile - 23,16 ha.

### Hidrografie
Rețeaua hidrografică este alcătuită din râul Răut și câteva pârâiașe în cursul cărora s-au construit baraje pentru iazuri. Aceste pâraie sunt afluenți direcți ai Lăutului sau ai râului Cubolta, care este și el un afluent al Răutului. Cumpenele de apă sunt bine exprimate trec pe vârfurile dealurilor la altitudini cuprinse între 220-264,6 m. Lungimea totală a cursurilor de apă este de 12 km, densitatea rețelei hidrografice - 0,24 km/km2. Suprafața luncilor este dreaptă cu înclinarea de la temelia pantelor spre albie. Regimul cursurilor de apă de pe teritoriul comunei Tîrnova este determinat de particularitățile, în special, climatice, morfologice și geologice a zonei. Alimentația pâraielor este mixtă: din zăpadă, ploi și ape subterane. Valoarea medie multianuală a scurgerii constituie 1,2 m3/s sau 44,2 mm.

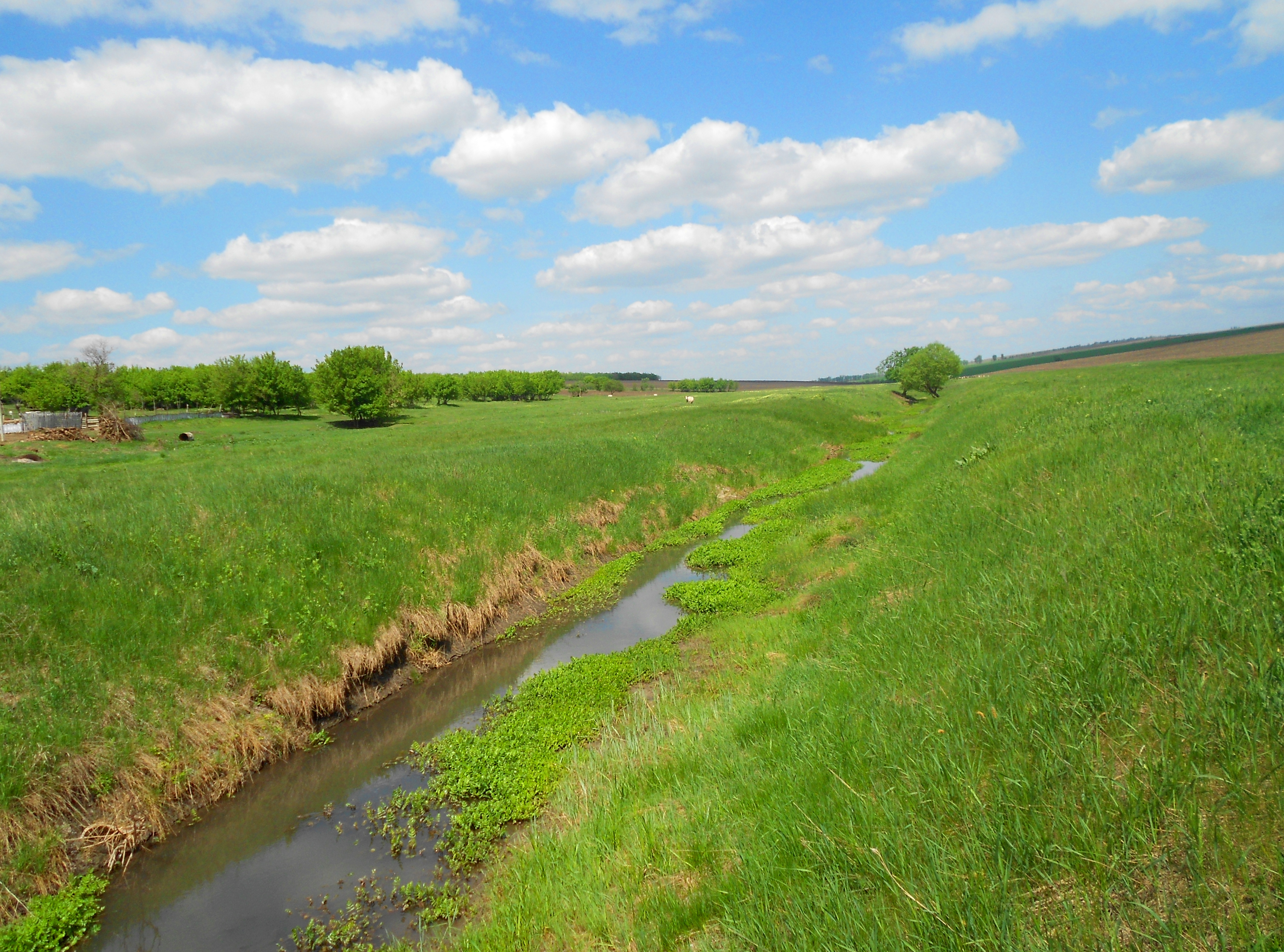
Râul Răut în apropiere de satul Elenovca

Variabilitatea scurgerii anuale se caracterizează prin coeficientul de variație(Cv) - 0,54. Cea mai mare parte a scurgerii anuale (circa 50%) are loc la începutul primăverii (lunile februarie-aprilie), când se formează apele mari de primăvară ca rezultat al topirii zăpezilor. În această perioada nivelul apelor în Răut și în pâraie se ridică cu 0,5-0,7 m; rareori cu 1 m. Apele mari durează pana la 30 de zile, în funcție de cantitatea precipitațiilor căzute iarna și intensitatea creșterii temperaturii. În unii ani din cauza topirii rapide a zăpezilor se produc viituri pluviale caracterizate prin creșteri rapide și foarte intensive a debitelor și nivelului de apă. Aceste viituri pot avea loc și vara în urma căderii averselor de ploaie, care provoacă ridicarea bruscă a nivelului ape timp de câteva ore.
Curgerea pâraielor pe teritoriul comunei Tîrnova, cu excepția Răutului, este reglementată în mare partea de barajele construite în cursul acestora care intensifică evaporarea de pe suprafața bazinului și desecarea rețelei hidrografice locale. Vara, cursurile de apă se înnămolesc și devin stagnante, în anii cu secetă albia devine uscată.
Iarnă, odată cu răcirea vremii, apa pâraielor îngheață complet începând de la mal. De regulă, înghețarea cursurilor se produce în a doua jumătatea a lunii decembrie, dar în iernile cu regim termic mai blând - la mijlocul lunii ianuarie. La începutul primăverii, când temperaturile urcă peste 0°C, apa din pâraie începe să se dezghețe.
Obârșia Răutului este considerată locul de confluență a două pârâiașe, situat la este de satul Rediul Mare, raionul Dondușeni. Suprafața bazinului constituie 7760 km2, lungimea de 286 m și se varsă în fluviul Nistru. Răutul ajunge pe teritoriul comunei la distanta de cea 10 km de la izvor și o traversează pe o lungime de 7,5 km dinspre nord spre sud. Din lungimea totală a sectorul tîrnovean 1,6 km ai răului formează hotarul administrativ cu comună Scăieni (Dondușeni) și 3,4 km cu comuna Baraboi (Dondușeni). Căderea Răutului în limitele comunei constituie 13,1 m (intră la altitudinea de 150,1 m și iese la 137,3 m), panta medie - 1,74 ‰. Valea răului este slab șerpuitoare, în forma litere V latin. Lățimea albiei minore variază între 1,2 m la intrare în comuna și 2,5 m în aval. Adâncimea răului la fel variază între 0,4-0,6 m în dependență de debit. Viteza apei în rău este egală cu 0,2-0,4 m/s. Până la latitudinea Bricevei, albia nu este meandrată și fără ramificații. Este bine exprimată lunca bilaterală cu lățimea 0,3 km. Patul râului este neted, mâlos, nisipos. Malurile sunt abrupte, înălțimea – 0,7-1,5 m.

### Flora
Conform hărții regionării geobotanice a Republicii Moldova comuna Tîrnova aparține Districtului pădurilor de stejar cu cireș din nordul Moldovei. Aceste păduri s-au păstrat fragmentar pe teritoriul comunei. În afară de vegetație forestieră, sunt răspândite și vegetația de pajiști, de luncă și cea acvatică. În trecut vegetația din regiune alcătuia suprafețe mari de stejăriș comun și cireș sau cărpinișuri, despărțite de stepe-lunci cu un înveliș ierbos bogat și divers.

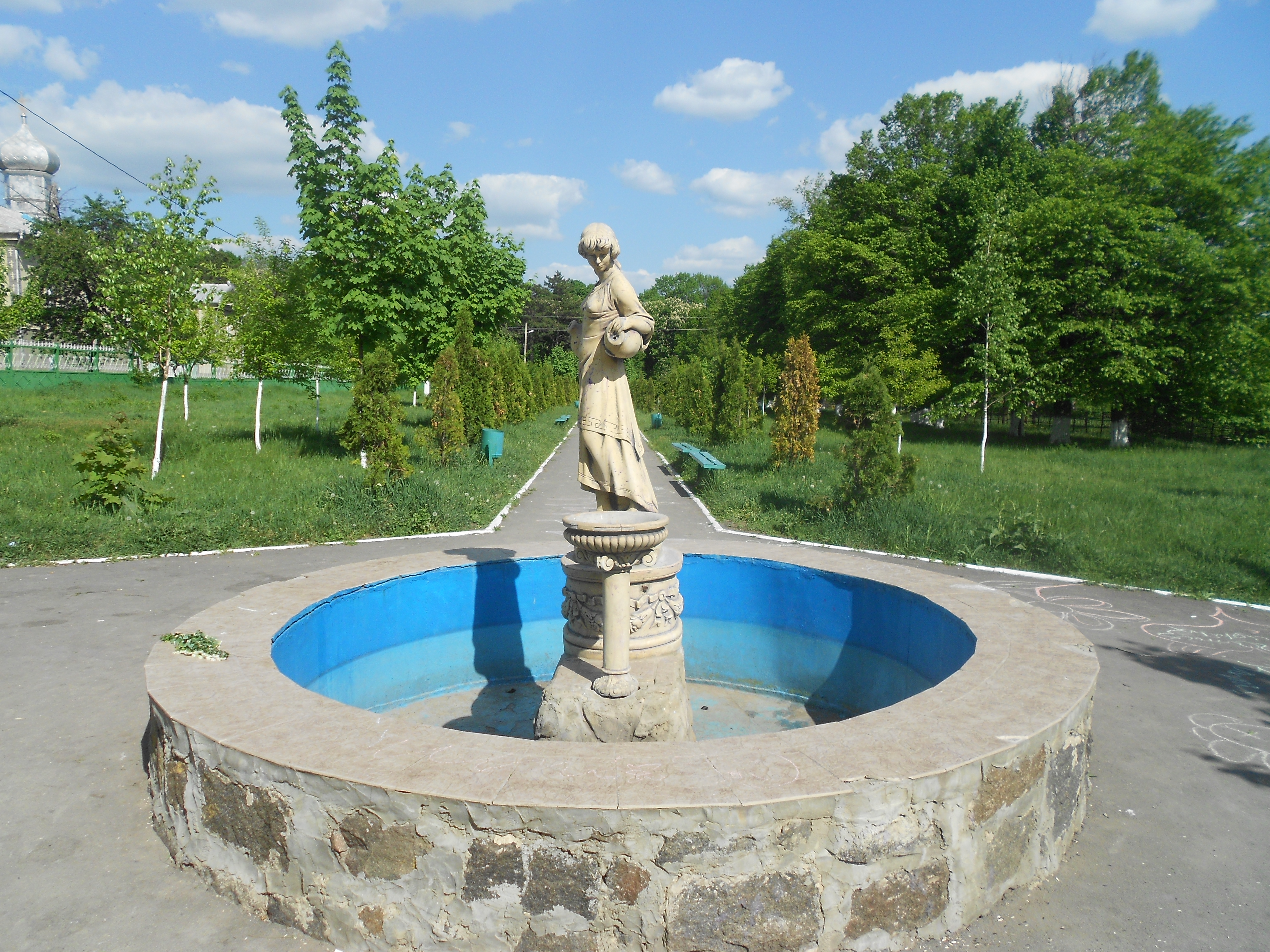
Parcul din centrul Tîrnovei

În centrul satului pe o suprafață de cca 2 ha a fost amenajat un parc unde s-au plantat următoarele specii: arțar de câmp, (Acer platanoides), arțar argintiu (Acer saccharinum), tuie (Thuja occidentalis), mesteacăn (Betula pendula), stejar (Quercus robur), tei (Tilia cordata).
Parcelele de păduri păstrate până în prezent ocupă 2 sectoare, unul în nordul comunei și altul în valea Carei, cu o suprafața totală de 147,96 ha caracterizate prin arboreturi cu predominarea stejarului comun (Quercus robur) cu o frecvență stabilă a cireșului (Cerasus avium) și 29,03 de ha de fâșii forestiere de protecție. Etajul doi este slab evidențiat, fiind alcătuit din arbori izolați de păr (Pyrus pyraster), măr-pădureț (Malus sylvestris), arțar-tătăresc (Acer tataricum), jugastru (Acer campestre), plop tremurător (Populus tremula), carpen (Carpinus betulus). Etajul subarboretului cuprinde următoare specii de arbuști: păducel (Crataegus monogyna), salba-moale europeană (Euonymus europaea), verigarul (Rhamnus tinctoria), porumbarul (Prunus spinosa), dîrmozul (Viburnum lantana), sângerul (Swida sanguinea), socul-negru (Sambucus nigra), măcieșul (Rosa canina) ș.a. Principalul component al învelișului ierbos din cadrul pădurilor constituie plantele perene: golomățul (Dactylis glomerata), mierea-ursului (Pulmonaria mollis), cerențelul (Geum urbanum), fragii-de-pădure (Fragaria vesca), știrigoaia (Veratrum nigrum), hasmațul-de-pădure (Anthriscus sylvestris) etc.
Vegetația de luncă se întâlnește pe versanții nevalorificați ai Răutului, pâraielor, pe malurile iazurilor și formează pajiști cu suprafața de 610,65 ha. Aceste tip de vegetație este reprezentat de specii mezo- și xerofite. În luncile propriu-zise cele mai abundente sunt: iarba-câmpului (Agrostis stolonifera), pătlagina (Plantago lacneolata), coada-racului (Potentilla anserina), cinci-degete (Potentilla repens), specii de rogoz (Carex riparia, C. vulpina), raigrasul-peren (Lolium perenne), ghizdei (Lotus corniculatus), traista-ciobanului (Capsella bursa-pastoris), firuța (Poa angustifolia), trifoiul (Trifolium pratense, T. repens), golomățul (Dactylis glomerata), păiușul (Festuca pratensis), măzărichea (Vicia sativa) ș. a. Aceste tip de pajiști de luncă reprezintă fânețe și pășune bune, datorită ierburilor furajere de calitate înaltă. În luncile mlăștinoase se întâlnesc specii higrofile: pipirig (Bolboschoenus maritimus), țipirig (Scirpus tabernaemontani), cervană (Lycospus exaltatus), coada vulpii (Alopecurus geniculatus), susaiul de baltă (Spnchus palustris) etc.
În luncă Răutului este amplasată Aria protejată „Baraboi” cu management multifuncțional - sector reprezentativ cu vegetație de luncă cu suprafața de 146 ha, inclusiv 6 ha pe teritoriul comunei Tîrnova. Prezintă o fitocenoză unicală din punct de vedere al diversității comunităților vegetale. Covorul ierbos este alcătuit din iarba-câmpului stoloniferă (Agrostis stolonifera) cu speciile însoțitoare: raigras peren, rogoz, coada racului, ghizdei, trifoi.

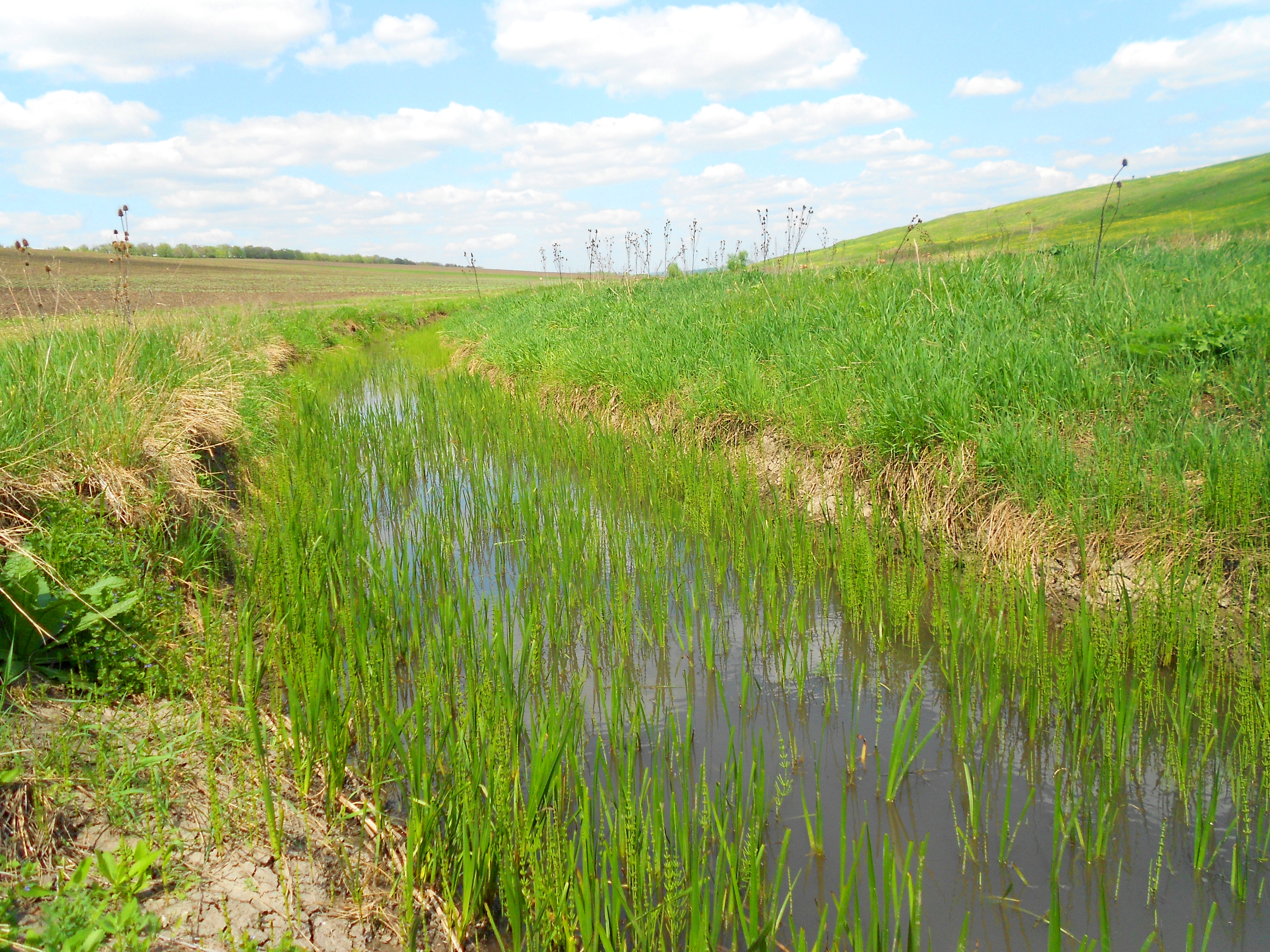
Abundența coada calului în albia râului Răut

Vegetația acvatică este răspândită în albia râurilor și în iazuri. Fitocenozele acvatice sunt formate din stuf (Phragmites australis), papură (Typha angustifolia, Th. latifolia), mana de apă (Glyceria maxima), lintiță (Lemna trisulca), etc. În albia Răutului și în pârâul din centrul satului Tîrnova este abundentă coada calului de baltă (Equisetum palustre).
Vegetația antropogenă este alcătuită din trei grupe principale: ruderală (întâlnită în locuri cu influența antropică, în preajma construcțiilor), sagitală (buruieni din câmpurile agricole) și adventive (plante introduse pe un teren ca rezultat a activității umane). Aceste plante se întâlnesc pe terenurile erodate, marginea drumurilor, în șanțuri, lângă clădiri etc. Cele mai răspândite specii din această categorie de vegetație sunt: pălămida (Cirsium arvense), pirul-târâtor (Agropyron repens), artemisia-trifidată (Artemisia trifida), volbura (Convolvulus arvense), ciumăfaia (Datura stramonium), troscot (Polygonum aviculare), zârna (Solanum nigrum), susai (Sonchus arvensis), podbal (Tussilago farfara), pirul-gros (Cynodon dactylon), mohor (Setaria glauca) etc. De lungul liniei de cale ferată, pe unele sectoare, crește arțarul-american (Acer negundo) - specie arboricolă invazivă, ne specifică florii spontane din Moldova.

### Fauna
Fauna tîrnoveană este variată, se întâlnesc reprezentanți ai claselor: mamifere, păsări, reptile, amfibieni, pești, insecte, arahnide, miriapode, gasteropode, oligochete, hirudinee, nematode etc. Deoarece suprafața terenurilor cu vegetație spontană constituie doar 5% din suprafața comunei efectivul animalelor sălbatice este mic, predominând speciile sinantrope și de dimensiuni mici. Distribuția animalelor este condiționata de modul de viata, de nutriție, nișa ecologică, mediul de trai care permite să le grupăm în complexuri de biotopi, populate de anumite specii.
Pădurile și perdelele forestiere oferă adăpost, hrană, protecție pentru majoritatea păsărilor și mamiferelor. Printre ramurile arborilor și arbuștilor cuibăresc astfel de specii: pupăză (Upupa epops), ciocănitoare pestrița mare (Dendrocopos major), ciocârlie de pădure (Lullula arborea), mierlă (Turdus merula), pițigoi mare (Parus major), grangur (Oriolus oriolus), coțofana (Pica pica), mugurar (Pyrrhula pyrrhula) și multe altele. S-a observat și specii de acvile care vânează mamifere de dimensiuni mici precum rozătoare. Fauna mamiferelor se caracterizează prin prezenta formelor de talie medie sau mică, dominată de rozătoare, mai rar carnivore, chiroptere și insectivor. Rozătoare specifice ecosistemului forestier sunt: veverița (Sciurus vulgaris), pârș de pădure (Dryomys nitedula), șoarecele de pădure (Apodemus sylvaticus). Pe teritoriul comunei apar solitar vulpea (Vulpes vulpes) și ariciul (Erinaceus europaeus) care uneori sunt observați și în gospodării. Dintre reptile și amfibieni s-au semnalat șarpele de casă (Natrix natrix), broasca râioasa brună (Bufa bufa), broasca de iarbă (Rana temporaria).
Lume animală a pajiștilor se intercalează cu cea de pădure, care nu-și limitează arealul doar la păduri. În afară de speciile enumerat mai sus, se găsesc și iepurele de câmp (Lepus europaeus), cârtița (Talpa europaea), șoarecele de câmp (Microtus arvalis), șoarecele de casă (Mus musculus), șoarecele de mișină (Mus spicilegus), șopârla verde (Lacerta viridis).
Lumea animală acvatică și palustră este reprezentată de păsări, amfibieni și pești, mamiferele acvatice lipsesc. În bazinele cu vegetație submersă (stuf, papură), iazurile din valea Fâneții, se întâlnesc: lișiță (Fulica atra), lăcarul mare (Acrocephalus arundinaceus), rața mică (Anas crecca), barza albă (Ciconia ciconia). În ecosistemele acvatice sunt mai abundenți amfibienii: broasca mare de lac (Rana ridibunda), broasca mică de lac (Pelophylax lessonae), specii de izvoraș (Bombina sp.). Complexul ihtiofaunistic este reprezentat de carasul argintiu (Carassius gibelio), fufa (Leucaspius delineatus), osar (Pungitius platygaster), porcușorul (Gobio obtusirostris) și moaca de brădiș (Proterorhinus marmoratus).
Fauna sinantropă include specii din fauna spontană răspândite în localități sau în zone modificate antropic. În satele comunei frecvent pot fi observate următoarele păsări: vrabia de casă (Passer domestica), rândunica (Hirundo rustica), graurul (Sturnus vulgaris), ciocănitoarea mare, pițigoiul mare (Parus major), cioara de semănătura (Corvus frugilegus), sticlete (Carduelis carduelis); mamifere: șoarecele de casă etc.
De asemenea, sunt foarte diverse și răspândite nevertebratele: insecte - tizanure (Thermobia domestica); rusalii, libelule (Anax imperator, Sympetrum sanguineum); ortoptere (Locusta migratoria, Gryllus desertus, Gryllotalpa gryllotalpa); urechelnița (Forficula auricularia), călugărița (Mantis religiosa); gândaci (Calosoma sycophanta, Lucanus cervus, Melolontha melolontha, Oryctes nasicornis); viespi (Pimpla instigator, Polistes gallicus, Scolia maculata); bondari (Bombus lucorum); musca scorpion (Panorpa communis), țânțăroi (Tipula maxima), fluturi (Iphiclides podalirius, Papilio machaon, Pieris brassicae, Vanessa atalanta); muști (Musca domestica, Compsilura concinnata) țânțari (Chironomus plumosus); arahnide (Araneus diadematus, Argiope bruennichi, Lycosa singoriensis, Phalangium opilio, Dysdera crocata, Chelifer cancroides, Trombidium holosericeum), melci (Helix pomatia, Caucasotachea vindobonensis), limacși (Limax maximus, Arion subfuscus), crustacee (Daphnia magna, Cyclops vicinus, Asellus aquaticus, Pontogammarus robustoides), râme (Lumbricus terrestris, Eisenia fetida), nematode, protozoare etc.

## Demografie
<div class="transborder" style="position:absolute;width:100px;line-height:0;
Componența etnică a comunei Tîrnova, conform recensământului din 2004
     Români (Moldoveni) (77,7%)
     Ucraineni (15%)
     Ruși (5,2%)
     Alte etnii (2,1%)
Conform datelor celui mai recent recensământ din 2014, populația totală a comunei Tîrnova era de 3.539 locuitori. Densitatea populației la nivel de comună constituie 72,9 loc./km2, mai mult decât media pe raion 59 loc./km2 și mai puțin decât cea pe țară - 88,5 loc./km2. 
La recensământul precedent din 2004 în comună s-au înregistrat 4.606 de persoane, inclusiv s. Tîrnova - 4293 persoane (93,2% din populația comunei), s. Briceva 305 persoane (6,62%) și Elenovca - 8 persoane (0,17%). În ceea ce privește structura pe sexe, populația masculină la nivelul de comună constituia 2162 de persoane, iar populația feminină - 2444 de persoane. Diferența dintre sexe constituie 282 de persoane (6,1%) în favoarea populației feminine. Compoziția etnică a comunei Tîrnova era următoare: moldoveni – 3577 de persoane; ucraineni - 695 persoane; ruși - 239 persoane; rromi - 39 persoane; români - 25 persoane, polonezi - 5 persoane, găgăuzi - 4 persoane, un bulgar și 21 de locuitori de alte naționalități.

## Administrație și politică

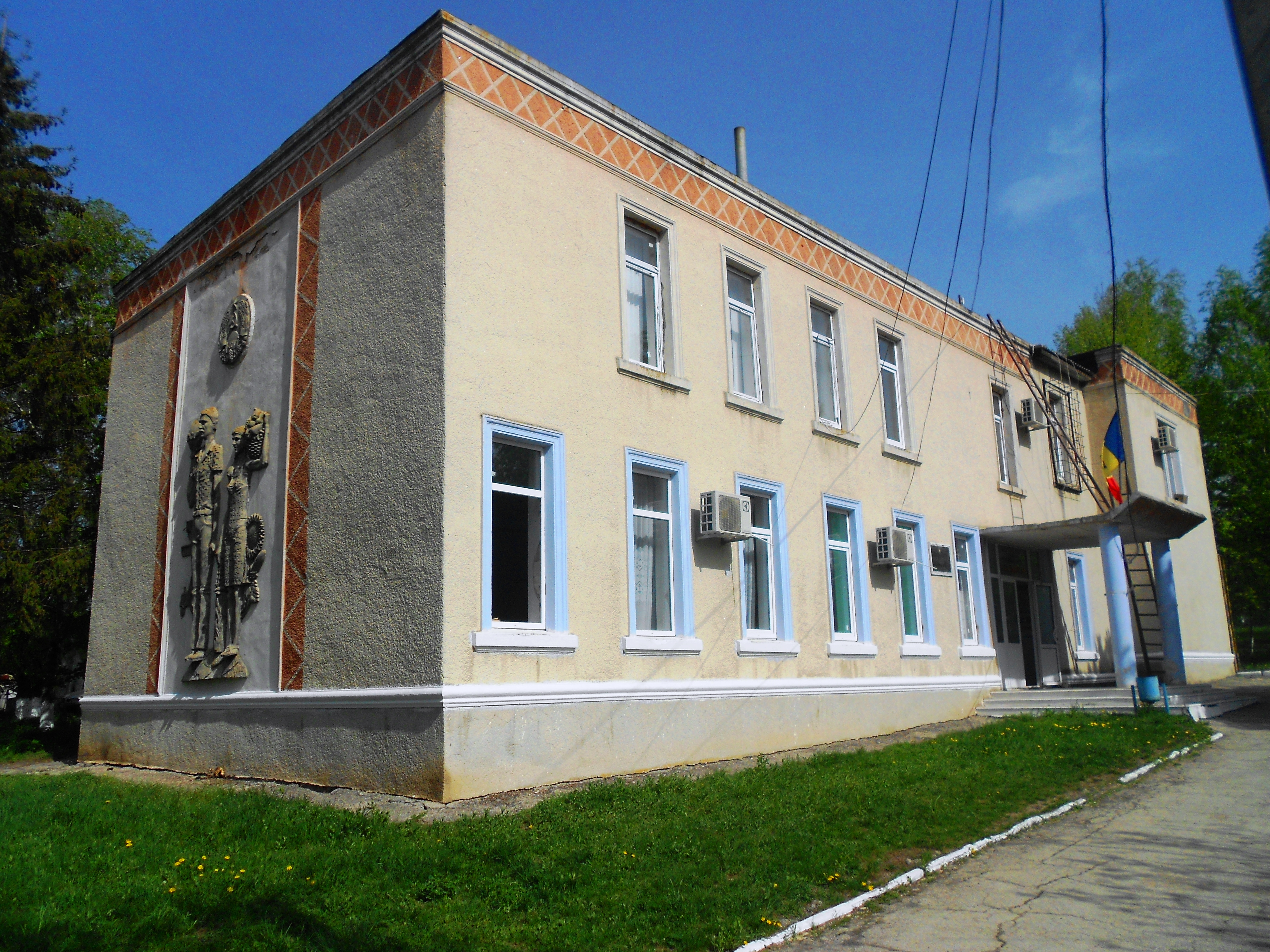
Primăria Tîrnova

Componența Consiliului local Tîrnova (13 consilieri), ales la 5 noiembrie 2023, este următoarea:
|  | Partid                                       | Consilieri | Componență | Componență | Componență | Componență | Componență | Componență | Componență | Componență | Componență | Componență | Componență | Componență |
|  | -------------------------------------------- | ---------- | ---------- | ---------- | ---------- | ---------- | ---------- | ---------- | ---------- | ---------- | ---------- | ---------- | ---------- | ---------- |
|  | Partidul Socialiștilor din Republica Moldova | 12         |            |            |            |            |            |            |            |            |            |            |            |            |
|  | Partidul Acțiune și Solidaritate             | 1          |            |            |            |            |            |            |            |            |            |            |            |            |

## Economie

### Complexul agroindustrial
Principala ramură a economiei locale este agricultura. Condițiile climatice favorabile și solurile cernoziomice fertile permit dezvoltare unei agriculturi moderne. Terenurile de destinație agricolă ocupă 3090,22 ha din suprafața comunei: 3186,71 ha terenuri arabile (inclusiv 147 ha în Briceva) și 267,70 ha livezi (inclusiv 170 ha în Briceva). 
În sectorul agricol activează 2 cooperative agricole de producere (CAP), 9 societăți cu răspundere limitată (SRL) și 38 de gospodării țărănești. Cel mai mare deținător de terenuri arabile este asociația agricolă SRL „Agromiorul”, dispune de 969,15 ha și 40,82 ha de livezi; cuprinde 2 brigăzi de mașini agricole, 3 depozite (unul de cereale); cultivă grâu, orz, sfeclă de zahăr, soia; în livezi - mere, cireșe, prune. Se cresc ovine pentru carne și lâna. Prin suprafețe de pământuri agricole se remarcă și CAP „Agro Cristi MS”: 268,27 ha teren arabil și 29,91 ha de livezi, cultivă porumb, grâu, soia, floarea-soarelui. CAP „Briagroliv” ocupă 226,02 ha terenuri arabile și 81,78 ha de livezi pe moșia satului Briceva, cultivă porumb pentru boabe și pentru știuleți, grâu, floare-soarelui, în livezi - mere. SRL „Agro-Elit”, face parte din grupul „Elit-Tehnica”, livrează semințe, produse de uz fitosanitar, fertilizanți, tehnică și echipament agricol. 

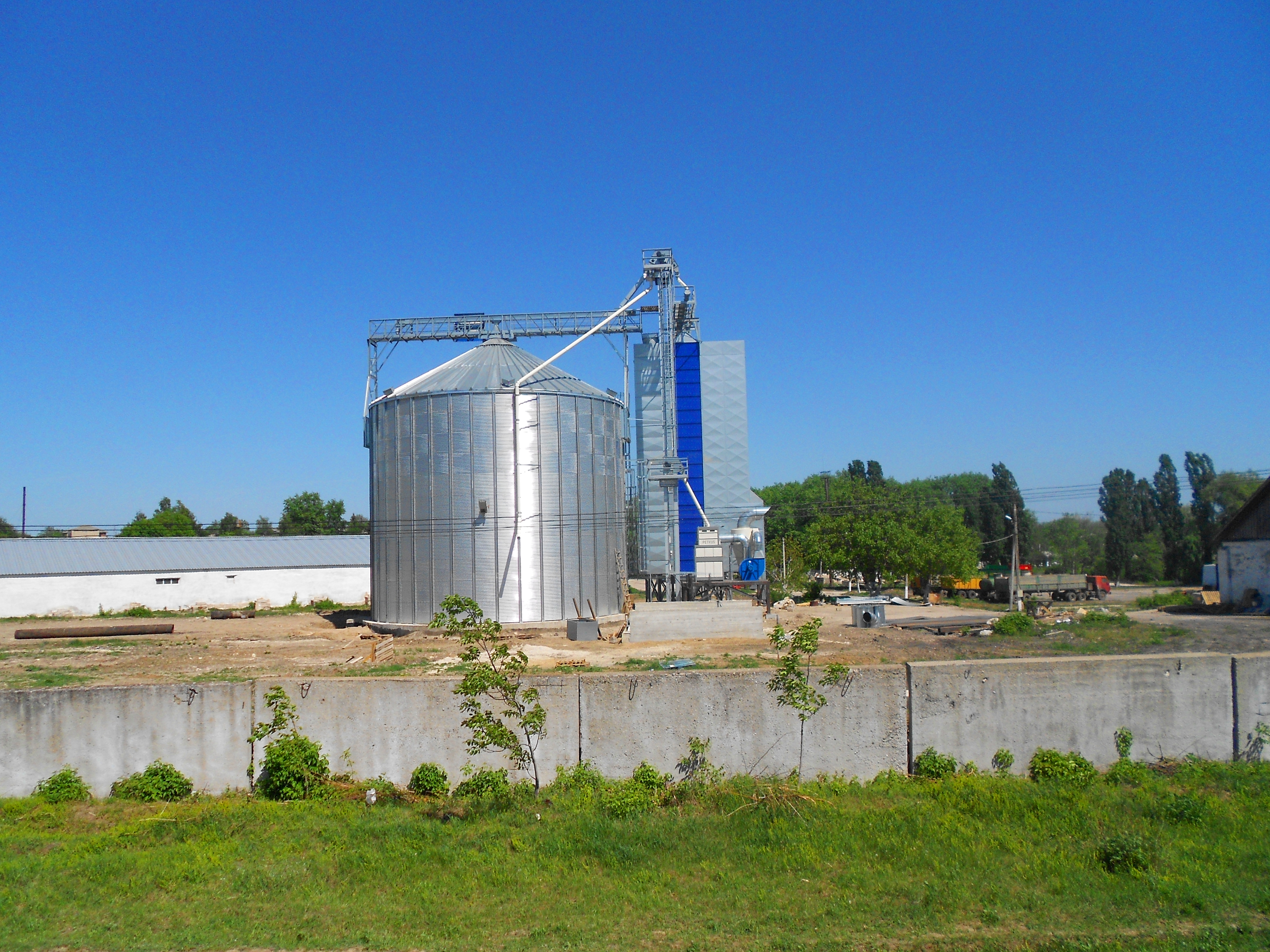
Agroelit SRL, Tîrnova

În 2012, compania „Elit-Tehnica” a început construcția celui mai mare centru modern de deservire din nordul Republicii Moldova, care va acordat servicii de reperare a tehnicii distribuite. SRL „Agropomfruct” se specializează în cultivarea merelor, arendând circa 200 ha de livezi, dar livrează și prune, zmeură și coacăză în cantități reduse. Pentru depozitarea fructelor firma posedă un frigider industrial cu capacitate de 1000 tone, și o mașina de sortare automatizată GREEFA MSE2000. Marfa este exportată în Rusia, Belarus, România și în Europa Centrală. Proprietarii gospodăriilor țărănești dețin 49,74 ha de pământ arabil și 31,44 ha livezi. Viticultura nu este dezvoltată, din cauza condițiilor climaterice, cele 11,00 ha de vii sunt plantate pe loturile de pe lângă case. În Tîrnova funcționează 2 fabrici avicole SRL „Teovera” și SRL „Rom-Cris”, formate pe baza fostei fabrici avicole a colhozului, care produc ouă, pui, came de găină, oferă servicii de depozitare și prelucrare a produselor agricole. 
Avicola „Teovera” se află în procesul de modernizare, au fost construite un abator dintre cele mai noi și câteva hale moderne pentru creșterea și întreținerea păsărilor. Compania „Rom-Cris” a stabilit relații de colaborare și parteneriat cu producători avicoli din Ungaria și România. În anul 2010 a produs circa 12 461 000 de ouă. Numărul angajaților la avicola „Rom-Cris” variază între 21-50 de lucrători. Pe lângă fabrici, avicolele „Rom-Cris” și „Teovera” dețin 335,25 ha și, respectiv, 200 ha de pământ arabil, utilizate pentru cultivarea cerealelor folosite în alimentația puilor.
În 2012 efectivul animalelor în gospodăriile țărănești constituia: bovine - 375 de capete, porcine - 150 de capete, ovine de toate rasele - 850 de capete, caprine - 600 capete, cabaline - 32 capete. Pe lângă acestea, locuitorii posedau aproximativ 8000 de păsări: 7500 de găini, 200 gâște și 300 rațe. Sunt crescuți 100 de nutrii pentru blană,150 de iepuri și 120 familii de albine. 
Stația tehnologică de mașini dispune de 4 tractoare 2 combine și 7 unități de altă tehnică. La Tîrnova funcționează o moară, o oloinița și un mic atelier particular, ÎI „Cuharev Victor”, care confecționează uși și ferestre termopan. întreprinderea „Andrieș-Cotorcea” din Briceva gestionează una din cele mai puternice mori din nordul Moldovei.

### Telecomunicații
Serviciile de telecomunicații sunt prestate în Tîrnova și Briceva, în Elenovca acestea lipsesc. Numărul caselor telefonizate constituie 724 în Tîrnova și 42 în Briceva. Principalul și unicul operator de telefonie fixă este compania națională „Moldtelecom” care oferă servicii de internet și televiziune digitală prin cablu optic. Teritoriul comunei se află în aria de acoperire a operatorilor de telefonie mobilă „Orange”, „Unite” și „Moldcell”. De asemenea, în Tîrnova și Briceva activează oficii poștale.

### Transport

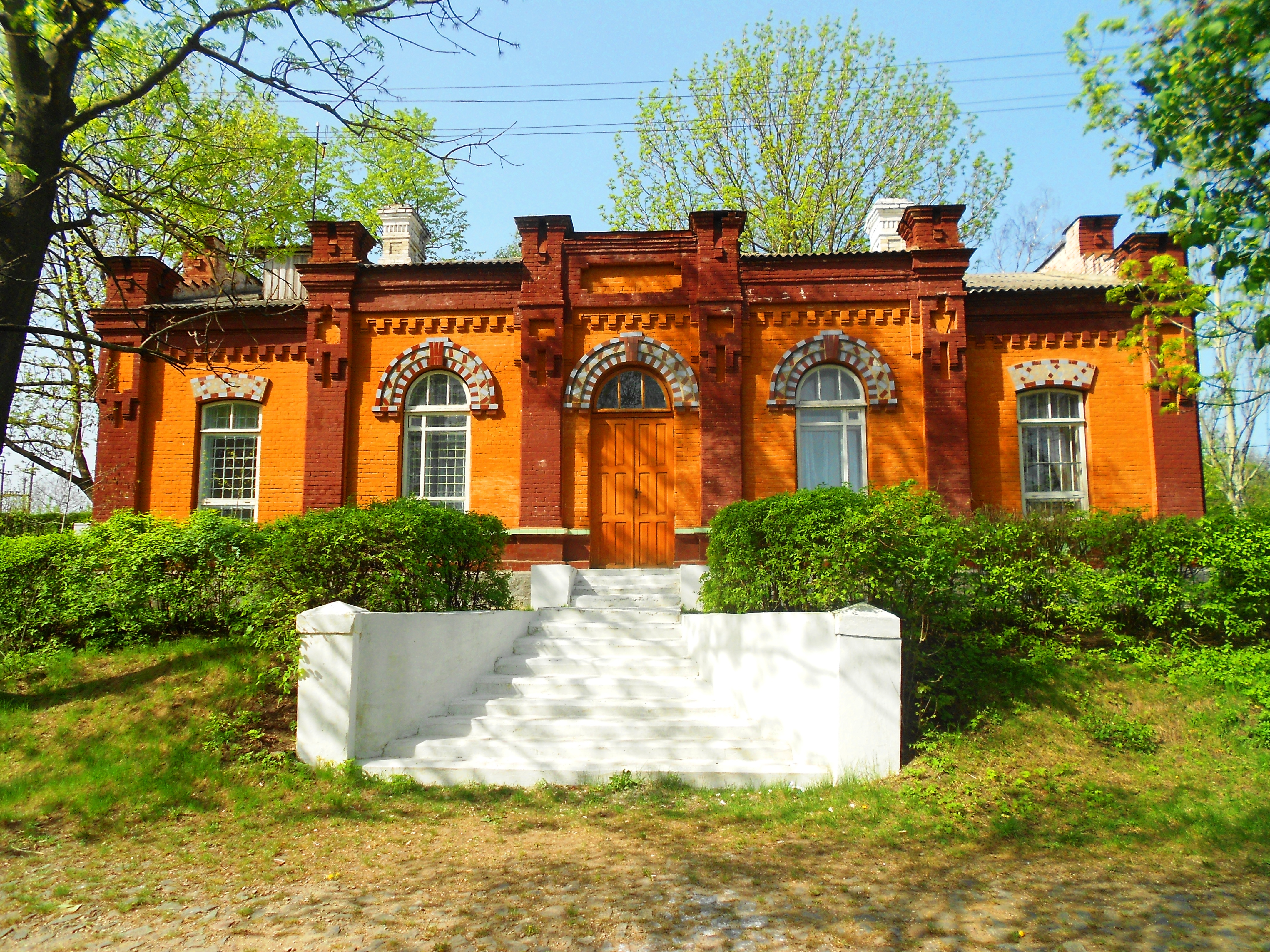
Gara Tîrnova, vedere dinspre sat

Lungimea totală a drumurilor din comună constituie 65 km, inclusiv 53 km cu acoperire rigidă. Satul Elenovca nu posedă drumuri cu acoperire rigidă.
Teritoriul comunei este traversat de drumul republican R12 Bălți-Drochia-Dondușeni prin care are acces la magistrala M14 (segment al drumul european E586 Iași-Bălți-Otaci-Jîtomir), drumul local L-75 Tîrnova-Baraboi-Mihăleni-Rîșcani, drumul local L73 Tîrnova-Țaul-Dondușeni. În comună nu există companii care oferă servicii de transport, însă transportul pasagerilor este asigurat de către rutele de autobuze dintre centrele regionale și capitală (Dondușeni-Tîrnova; Dondușeni-Frasin, Dondușeni-Scăieni, Dondușeni-Baraboi, Bălți-Dondușeni, Chișinău-Ocnița, Verejeni-Chișinău, Rîșcani-Bălți-Dondușeni) care tranzitează Tîrnova. Prin Tîrnova trece linia de cale ferată Bălți-Ocnița. La gara feroviară staționează trenurile Bălți-Ocnița-Bălti, Chișinău-Ocnița-Chișinău, Chișinău-Moscova-Chișinău. 
Astfel, localnicii pot ajunge în principalele noduri de transport le țării, de unde își pot continua călătoria în orice punct din Republica Moldova sau peste hotare.

## Sfera socială
Ocrotirea sănătății este asigurată de centrul de sănătate din satul Tîrnova unde activează un medic și două asistente medicale. Pe lângă acesta, funcționează un oficiu de sănătate și în Briceva. În total, 2205 de locuitori (1230 bărbați și 975 femei) sunt încadrați în sistemul asigurărilor obligatorii de asistență medicală. În satul Tîrnova este amplasat Centrul Ftiziopneumologic de Reabilitare - cea mai mare instituție din republică specializată în reabilitarea copiilor afectați de tuberculoză cu capacitate de 200 de locuri. Centrul a fost înființat în anul 1961, ca școală internat, și oferă servicii pentru copiii de vârsta de la 3 ani până la 16 ani. În 2010 a fost fondat Centrul social pentru oamenii în etate care poate întreține până la 180 de persoane cu vârstă peste 80 de ani care au rămas fără îngrijire. Satele Tîrnova și Briceva dispun de câte o casă de cultură cu instalații de cinema și biblioteci (în Tîrnova există și bibliotecă școlară).